# 别之杰
别之杰（12世纪—1253年），字宋才，郢州（今湖北省钟祥市）人。南宋大臣，宋理宗时参知政事。

## 生平
宋宁宗嘉定元年（1208年）中进士。出任京西安抚司参议官、太府寺主簿、将作监丞。历任知澧州（治今湖南省澧县）、德安府（治今湖北省安陆市）、沿江制置使。被京湖安抚制置使陈晐弹劾罢职，奉祠。进直敷文阁、知江陵府（治今湖北省荆州市）、湖北安抚使。历任知真州（治今江苏省仪征市）、建康府（治今江苏省南京市）、太平州（治今安徽省当涂县），加兵部尚书，兼淮西制置使，加端明殿学士。宋理宗淳祐二年（1242年）授同知枢密院事，进资政殿学士，出为荆湖南路安抚使、潭州知州。淳祐七年（1247年），拜参知政事。为官清廉正直，深得民心。请归田园，于是出知绍兴府，被弹劾罢官。宝祐元年（1253年）别之杰卒，赠少师。

## 延伸阅读
[在维基数据编辑]
 《宋史·卷419》，出自脱脱《宋史》